# Andrew Marshall (golfer)

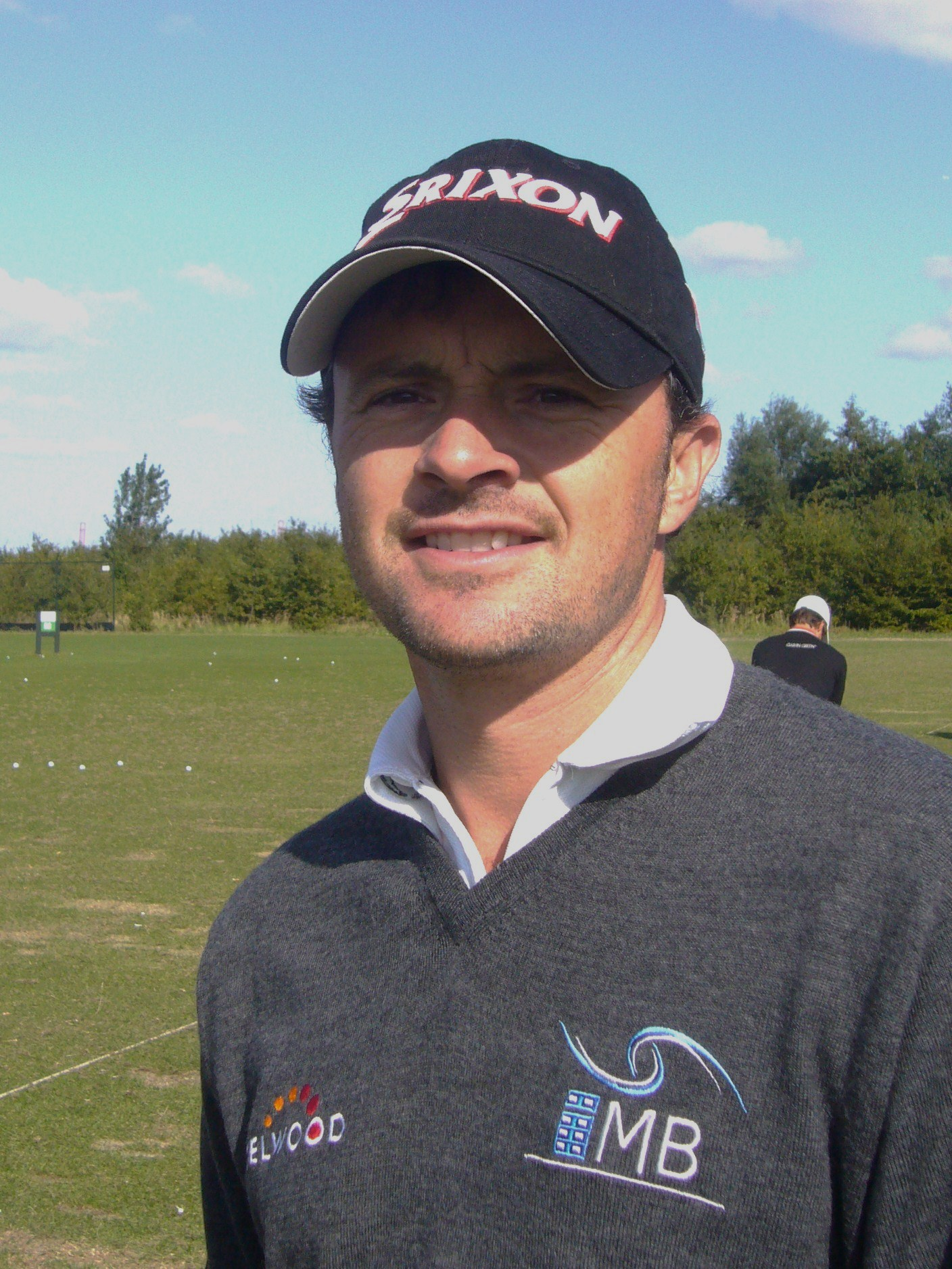
Dutch Futures op Houtrak, 2009

Andrew Marshall (Sutton-in-Ashfield, 24 augustus 1973) is een professional golfer uit Engeland.

## Professional
Marshall werd in 1995 professional maar hij speelde pas in 2001 op de Europese Challenge Tour, nadat hij op de Tourschool in 2000 Stage 1 op Wyny had gewonnen en tot de Final Stage was doorgedrongen. Hij werd gefinancierd door clubleden die een aandeel van £500 kochten, en enkele jaren met dividend terugbetaald werden. Eind 2001 moest hij terug naar de Tourschool, eindigde met de 8ste kaart en speelde in 2002 dus op de Europese PGA Tour. Hij heeft op de Tour nog niets gewonnen, wel enkele top-3 plaatsen behaald. Zijn beste seizoen was 2006.
Op de Tourschool 2010 speelt hij in december de Final Stage maar haalde geen kaart.
Wel won hij de 4de editie van de King Hamad Trophy waardoor hij de eerste editie van de Volvo Golf Champions mag spelen.
In 2012 miste hij bijna de cut bij het BMW International Open, totdat hij twee birdies maakte op hole 15 en 16 en een hole-in-one op hole 17. Daarmee won hij een BMW 640i Gran Coupé met een waarde van € 80.000.
In 2015 won hij in schotland de 9de editie van het World Hickory Open.